# Khettara
 (septembre 2021).
La mise en forme du texte ne suit pas les recommandations de Wikipédia : il faut le « wikifier ».
Les points d'amélioration suivants sont les cas les plus fréquents. Le détail des points à revoir est peut-être précisé sur la page de discussion.
- Les titres sont pré-formatés par le logiciel. Ils ne sont ni en capitales, ni en gras.
- Le texte ne doit pas être écrit en capitales (les noms de famille non plus), ni en gras, ni en italique, ni en « petit »…
- Le gras n'est utilisé que pour surligner le titre de l'article dans l'introduction, une seule fois.
- L'italique est rarement utilisé : mots en langue étrangère, titres d'œuvres, noms de bateaux, etc.
- Les citations ne sont pas en italique mais en corps de texte normal. Elles sont entourées par des guillemets français : « et ».
- Les listes à puces sont à éviter, des paragraphes rédigés étant largement préférés. Les tableaux sont à réserver à la présentation de données structurées (résultats, etc.).
- Les appels de note de bas de page (petits chiffres en exposant, introduits par l'outil «  Source ») sont à placer entre la fin de phrase et le point final[comme ça].
- Les liens internes (vers d'autres articles de Wikipédia) sont à choisir avec parcimonie. Créez des liens vers des articles approfondissant le sujet. Les termes génériques sans rapport avec le sujet sont à éviter, ainsi que les répétitions de liens vers un même terme.
- Les liens externes sont à placer uniquement dans une section « Liens externes », à la fin de l'article. Ces liens sont à choisir avec parcimonie suivant les règles définies. Si un lien sert de source à l'article, son insertion dans le texte est à faire par les notes de bas de page.
- La présentation des références doit suivre les conventions bibliographiques. Il est recommandé d'utiliser les modèles {{Ouvrage}}, {{Chapitre}}, {{Article}}, {{Lien web}} et/ou {{Bibliographie}}. Le mode d'édition visuel peut mettre en forme automatiquement les références.
- Insérer une infobox (cadre d'informations à droite) n'est pas obligatoire pour parachever la mise en page.

Pour une aide détaillée, merci de consulter Aide:Wikification.
Si vous pensez que ces points ont été résolus, vous pouvez retirer ce bandeau et améliorer la mise en forme d'un autre article.
 (septembre 2021).
 (octobre 2021).
Une khettara est un dispositif traditionnel d'irrigation au Maroc, destiné à prélever de l'eau dans un aquifère assez proche de la surface pour l'acheminer vers le lieu d'irrigation. On rencontre aussi l'orthographe khattara ou rhettara.
Ces dispositifs hydrauliques sont identiques aux qanats d’Iran ou aux foggaras d’Algérie.

## Principe
Elle est constituée d'une galerie drainante dont l'origine est situé dans la nappe phréatique et qui descend selon une pente très progressive, moins accentuée que celle du sol de façon à parvenir à la surface. Elle comporte également des puits verticaux d'accès, disposés à intervalles régulier, la reliant à la surface.
La construction peut également commencer à partir du site de peuplement vers l'intérieur, généralement en suivant un cône alluvial d'une rivière ou d'un oued fossile, et ceci pour faciliter la circulation de l’eau jusqu’au débouché de la khettara.

## Histoire

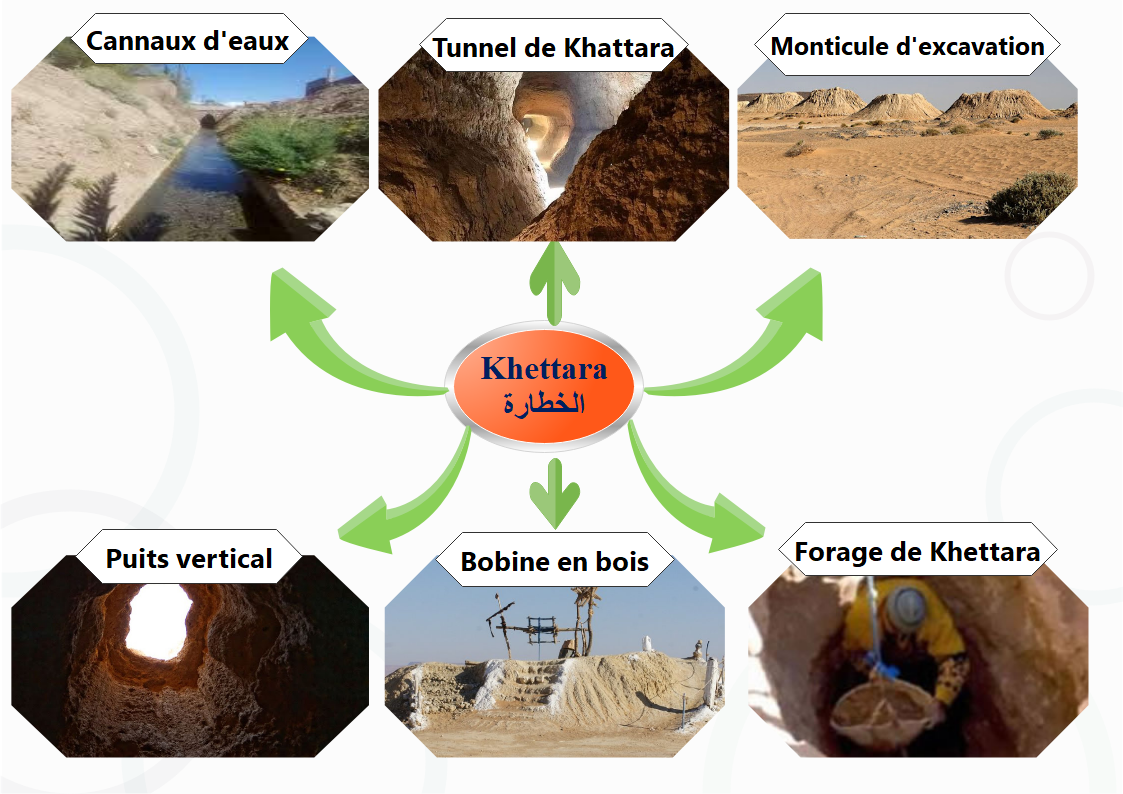
Cette figure illustre les différentes parties qui composent une khettara marocaine

Cette technique des khettaras est considérée comme l’un des plus vieux systèmes de gestion des eaux de culture, puisqu’on fait remonter ses origines en Perse antique, il y a plus de 3 000 ans.
Le problème de l'eau est resté présent dans la mentalité des groupes humains dans différentes parties du globe en général et du Maghreb en particulier, en lien avec le mode de vie qui prévalait à l'époque dans diverses zones géographiques, dont la stabilité reposait principalement sur la disponibilité de l'eau, la source de la vie (flore, faune, humanité).
Au Maroc, l'ère almoravide, à son tour, a vu une grande dominance de l'obsession de fournir et de mobiliser les ressources en eau, car l'ingénierie de l'eau a été guidée en profitant des cadres venus au Maroc, à leur tête Obeid Allah Ibn Younes (Ibn Yunus (950-1009)) qui a introduit ce système (nouveau dans le Maghreb occidental) de drainage d'eau par khettara.
Pour la plupart des khettaras au Maroc, l'eau provient des nappes phréatiques, et c'est, où l'eau du canal coule avec jusqu'à atteindre le niveau du sol afin de l'exploiter soit en irrigation, soit dans différentes activités exercées par la population de l’oasis.Certaines khettaras, notamment dans  la région d'Al-Kharj en Arabie Saoudite et dans les karez des gouvernorats de Kirkouk et d'Erbil en Irak tirent leur eau des sources de haut plateaux.

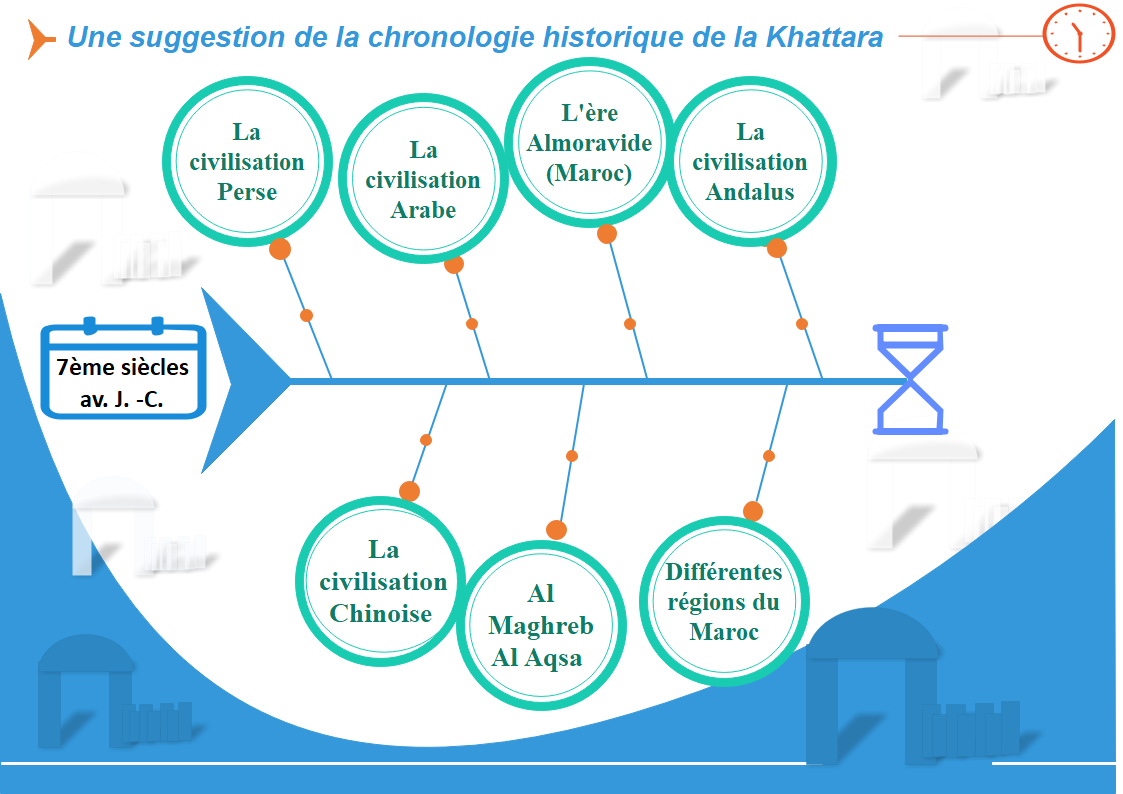
Schéma illustrant la suggestion d'une chronologie de l'histoire des khettaras à travers le monde entier

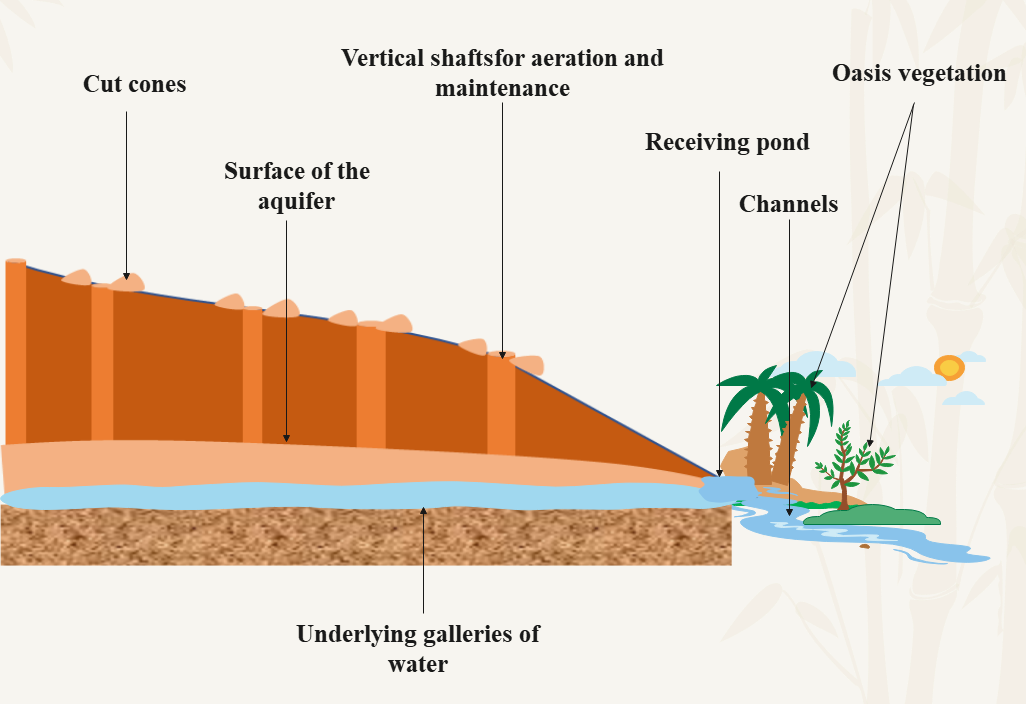
Schéma illustratif simplifié d'une khettara marocaine

## Construction et entretien
Si l'essai est satisfaisant, le tracé est mis en place au-dessus du sol et l'excavation commence, soit de la surface (destination) vers l'intérieur, soit vice-versa. L'équipe d'excavation est généralement composée de 3 à 4 ouvriers professionnels : généralement, une personne creuse le tunnel horizontalement avec une houe ; un autre ramasse le déblai avec une pelle dans un sac en cuir, qui est ensuite collecté auprès d'un ou deux autres ouvriers au niveau du sol (en surface) à travers le puits vertical.
La vitesse de construction dépend de la largeur et de la hauteur du tunnel, de la nature géologique et pétrologique du sol et de la profondeur de la nappe phréatique. Le tunnel horizontal peut atteindre les 20 m de profondeur par jour en terre molle à faible profondeur, mais à seulement 2 m par jour en sol dur et à grande profondeur. Dans le cas où l'équipage heurte des rochers, les travaux de la construction de la khettara sont abandonnés. Les constructeurs doivent avoir des compétences particulières et une bonne connaissance de la nature de la topographie et de la géomorphologie de la zone. Généralement, une khettara se compose de trois parties principales : un puits mère, un tunnel souterrain et des puits secondaires.
En général, après des consultations, la jmâa (l'institution qui incarne la volonté collective de coopération et ses tâches englobent la gestion la répartition et la régulation des droits aux eaux d'irrigation, aux pâturages, aux richesses forestières, etc.) décide d’entamer l'entretien et les différentes réparations à effectuer dans une khettara, ce qui mène à résoudre les conflits, et approuve les ventes, les modifications, les locations et le partage de l'eau entre les propriétaires.
Les travaux collectifs d'entretien sont organisés sous l'autorité du chef des eaux (sraifi ou amghar-n-waman), élu chaque année par la jmâa. Au Maroc, traditionnellement, toutes les personnes possédant des droits sur l'eau sont obligées de participer à l'entretien collectif de la khettara, quelle que soit la quantité de terre et d'eau en question.
Le chef des eaux distribue les tâches entre les ouvriers répartissant les tâches lourdes aux ouvriers les plus jeunes et les tâches légères aux plus âgés. Par exemple, les hommes plus âgés assument des tâches telles que couper et enlever les branches et les brindilles le long du seguia qui entravent la libre circulation de l'eau. Les hommes plus jeunes assument des tâches telles que l'élimination des sédiments accumulés dans les canaux (souagui). Pour ce faire, chaque seguia est divisée en tronçons de trois mètres (asfil), et chacun d'eux est nettoyé par deux personnes participant aux travaux d’entretien. Des tâches spécifiques sont parfois exécutées par des ouvriers spécialisés (mâalmin) contre rémunération. Toute personne qui n'est pas en mesure de participer au travail collectif doit payer l’ouvrier qui le remplace, ou préparer un repas pour tous les ouvriers. Dans le cas où quelqu'un refuse complètement de cotiser pour les travaux de l’entretien des khettaras, ce dernier peut être condamné par le chef des eaux à une amende ou puni par la jmâa avec une exclusion sociale.

## La gestion des eaux
Comme c'est le cas pour l'irrigation fluviale et les travaux de construction et de l’entretien des khettaras, la gestion de l’eau de la khettara est du ressort du jmâa (le conseil de l'oasis), c’est l'autorité de gestion collective de chaque communauté et il est constitué de représentants de chaque lignage au sein d'un ksar, qui sont choisis parmi les hommes adultes de la communité selon divers critères (noblesse, sagesse, courage et richesse). Le partage de l'eau est organisé selon une réglementation qui diffère d'un ksar à l'autre selon les modes de distribution, le débit d'eau et le nombre de tribus et de personnes habilitées à irriguer leurs cultures et jardins.
Une étude récente souligne que la distribution de l'eau aux oasis selon le système khettara est « démocratique » sur la base d'un partage égal des ressources en eaux.

## Khettara, une part du patrimoine historique Marocain

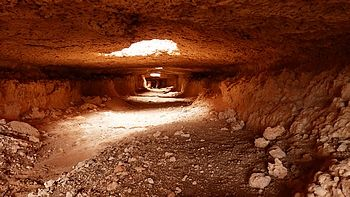
Khettara asséchée, Tighmert, près de Guelmim

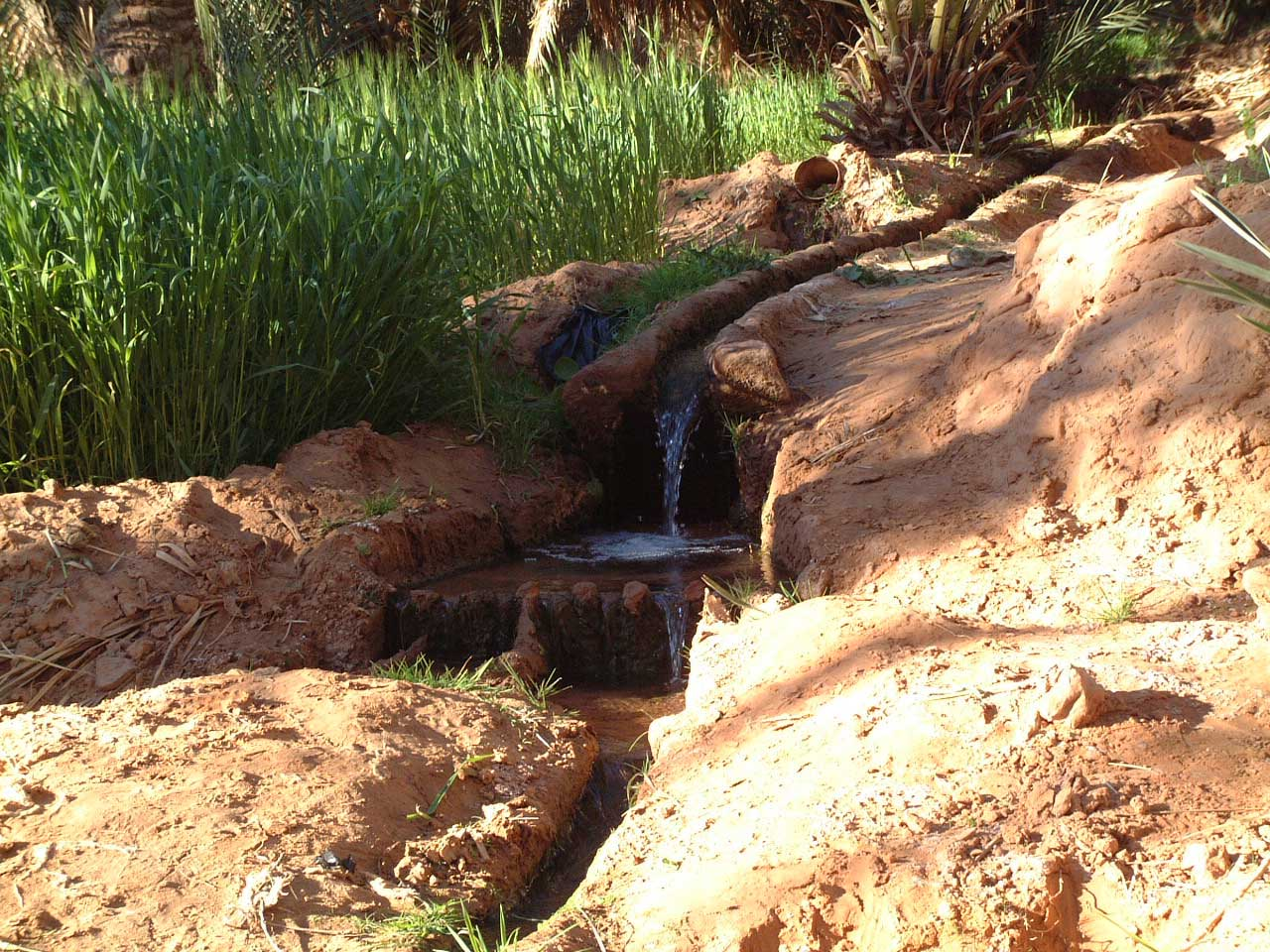
Sortie de khettara, en seguia d'entrée d'oasis, au Maghreb

Les khettaras sont considérés comme faisant partie du patrimoine historique, économique, social et écologique digne d'attention, de soin et de considération, surtout à une époque où l'humanité a pris conscience des dangers des fluctuations climatiques et a commencé à prendre des mesures urgentes afin de faire face aux risques environnementaux qui menacent l'avenir de la planète bleue.
La technique de khettara est l'une des méthodes adoptées dans les régions de Drâa-Tafilalet et de Marrakech au Maroc pour fournir de l'eau pour l'agriculture dans la région. C'est une méthode respectueuse de l'environnement, car elle n'a pas besoin de pompes à eau ou de sources d'énergie pour élever le niveau de l'eau afin d'atteindre le courant principal qui relie l'eau au bassin qui recueille l'eau dans certains compte-gouttes. De plus, la technique contribue à la conservation de l'eau grâce au travail avec la technique de distribution basée sur le principe de "Nuba", notant que la présence des gouttelettes dans la région contribue à fournir une couverture végétale importante qui contribue à créer un espace écologique pertinent au niveau de ces régions.
Au cours des trente dernières années, les systèmes de khettara rencontrent un nombre croissant de problèmes et vont probablement finir par disparaître ,.Par ailleurs, les khettaras abandonnées sont devenues un problème à Marrakech, où des milliers de trous de puits sont encore existantes dans des zones autrefois rurales mais qui ont depuis été consumées par l'étalement urbain, ce qui provoque un problème réel dans ce sens.

## Écologie
La khettara est considérée comme une réponse aux problèmes soulevés par le développement durable.